# 윤보리
윤보리(1986년 7월 29일~)는 대한민국의 YTN의 아나운서, 뉴스 보도 앵커이다. 이전에 KBC 광주방송, MBC 경남에서 아나운서로 활동하였으며, 2016년 4월 이후부터 YTN의 앵커로 활동하고 있다.

## 경력
- KBC(광주방송)
- MBC 경남
- YTN[1]

## 주요 방송
- 뉴스출발
- YTN 자정뉴스
- YTN 뉴스가 있는 저녁(2022. 1. 10.~2023. 3.3.)
- YTN 뉴스라운지
- YTN 24(2023. 3. 6.~2024. 4. 1.)
- YTN 뉴스NOW(2025. 5. 27~)